# Tigmonastia

Chiusura delle foglie di Mimosa pudica in seguito a stimolo tattile.

La tigmonastia è una risposta nastica di una pianta al tocco o alla vibrazione. Differisce dal tigmotropismo per il fatto che essa è indipendente dalla direzione dello stimolo. Per esempio, la crescita delle radici attraverso il suolo è tigmotropica, poiché esse riescono ad allontanarsi dalle rocce. Invece la chiusura della foglia di Dionaea muscipula, una pianta carnivora, è tigmonastica.

## Caratteristica
Le risposte tigmonastiche tendono ad essere più rapide di quelle tigmotropiche perché la tigmonastia dipende dal turgore cellulare più che dalla crescita.
L'esempio più spettacolare di tigmonastia proviene dalla Dionaea muscipula. Quando un insetto atterra su di una trappola, formata da una foglia divisa in due lobi, essa in seguito alla stimolazione di alcuni peli, passa rapidamente dalla forma aperta a quella chiusa. I ricercatori hanno osservato che questo riflesso è accompagnato dalla presenza di un potenziale d'azione e da cambiamenti nel turgore cellulare.
La Mimosa pudica è una pianta che presenta delle foglie composte e che è stata oggetto di diverse ricerche per la sua tigmonastia. Il contatto o le ferite causano la deformazione delle foglioline e questa deformazione dà vita ad un potenziale d'azione che viaggia attraverso la pianta fino a raggiungere una struttura alla base della fogliolina o del picciolo. A questo punto tutte le foglie della pianta si chiudono contemporaneamente.